# Papyrus 6
- Papyrus
- Onciale
- Minuscules
- Lectionnaire

Le Papyrus 6 ({\displaystyle {\mathfrak {P}}}7) est une copie du Nouveau Testament en grec-Copte, réalisée sur un rouleau de papyrus au IVe siècle.
Le texte s'agit de l'Évangile selon Jean (10,1-2.4-7. 9-10; 11,1-8. 45-52).
Le texte est de type alexandrin. Kurt Aland le classe en Catégorie II.
Le manuscrit a été examiné par Friedrich Rösch.
Il est actuellement conservé à la Bibliothèque nationale et universitaire (Pap. copt. 379. 381. 382. 384) de Strasbourg,.